# Революция кедров
Револю́ция ке́дров (араб. ثورة الأرز‎, 2005 год) — массовые акции протеста за вывод сирийских войск с территории Ливана. По аналогии с цветными революциями на постсоветском пространстве акции получили название «революции кедров» (или «кедровая революция»).

## Цели
Оппозиция настаивала на отставке президента Эмиля Лахуда и изменении политической системы Ливана — так называемой «ливанской модели». Их поддержала государственный секретарь США Кондолиза Райс, которая вновь обвинила Сирию в попытке дестабилизировать ситуацию в Ливане и объявила, что США помогут в проведении выборов в Ливане.

## Ход событий
14 февраля 2005 года бывший премьер-министр Ливана Рафик Харири был взорван в своей машине, что привело к гибели 21 человека и ранениям около 100 человек. Бывший министр экономики и торговли Басел Флейхан вскоре умер от ранений, полученных во время взрыва. Через четыре месяца было совершено покушение на бывшего министра Марвана Хамадеха, но он выжил.
Через несколько часов после первого теракта ливанская полиция выдала ордера на арест шести граждан Австралии, вылетевших из Бейрута в Сидней через три часа после взрыва. Тесты показали наличие взрывчатки; все шестеро путешествовали без багажа. Австралийская федеральная полиция допросила этих людей по прибытии в Сидней, и обнаружила, что багаж был. Проведённые собаками-ищейками поиски следов взрывчатки дали негативный результат. Через 48 часов все обвинения были сняты австралийской полицией.
Немедленно после взрыва правительство Сирии начало подвергаться мощному ливанскому и международному давлению с требованиями вывода из этой страны своих войск и спецслужб. Разногласия между Харири и Сирией до его отставки 20 октября 2004 были известны. На следующий день после этой отставки премьер-министром Ливана стал сторонник Сирии Омар Караме.
Лидер ливанских друзов Валид Джамблат заявил, что президент Сирии Башар аль-Асад угрожал Харири в августе 2004.
21 февраля 2005 года начались массовые антисирийские демонстрации, объединившие представителей всех общин страны. Демонстранты в Бейруте, заняв площадь Мучеников, разбили на ней палатки, отказываясь расходиться по домам. Они обвиняли в смерти Рафика Харири сирийцев и просирийского президента Эмиля Лахуда.
Похожие демонстрации были проведены ливанскими эмигрантами в ряде городов мира — Сиднее (Австралия), где собралось до 10 тысяч человек, Сан-Франциско, Дюссельдорфе, Монреале, Лондоне.
Отличительный знак антисирийских демонстрантов — красно-белые шарфы (цвета ливанского флага). Оппозиционные силы создали единый фронт.
Оплот просирийских сил, родной город Омара Караме, — Триполи, расположенный на севере страны. Надёжной опорой властей остались лишь шииты. Шиитов представляют организации «Амаль» (лидер — спикер парламента Набих Берри) и «Хезболла», которые традиционно ориентируются на Сирию. Шиитская группировка «Хезболла» через месяц после начала антисирийских демонстраций в Бейруте тоже привела в столицу своих сторонников из южного и восточного Ливана. Желающих отправиться в Бейрут обеспечивали транспортом и лозунгами.
Главным лозунгом митинга стал призыв к Сирии не уходить из Ливана. При этом участники демонстрации предостерегали другие иностранные государства от вмешательства во внутренние дела Ливана, скандируя «Мы не Грузия! Мы не Украина! Мы Ливан!». В дальнейшем аналогичные митинги проводились в различных городах страны.
28 февраля 2005 года подал в отставку просирийский премьер-министр Омар Караме, однако антисирийские демонстранты требовали отставки всего правительства, и также президента.
Президент США Джордж Буш и президент Франции Жак Ширак осудили убийство, и потребовали полного выполнения резолюции Совета Безопасности ООН № 1559, требующей вывода сирийских войск и разоружения движения «Хезболла» в Южном Ливане.

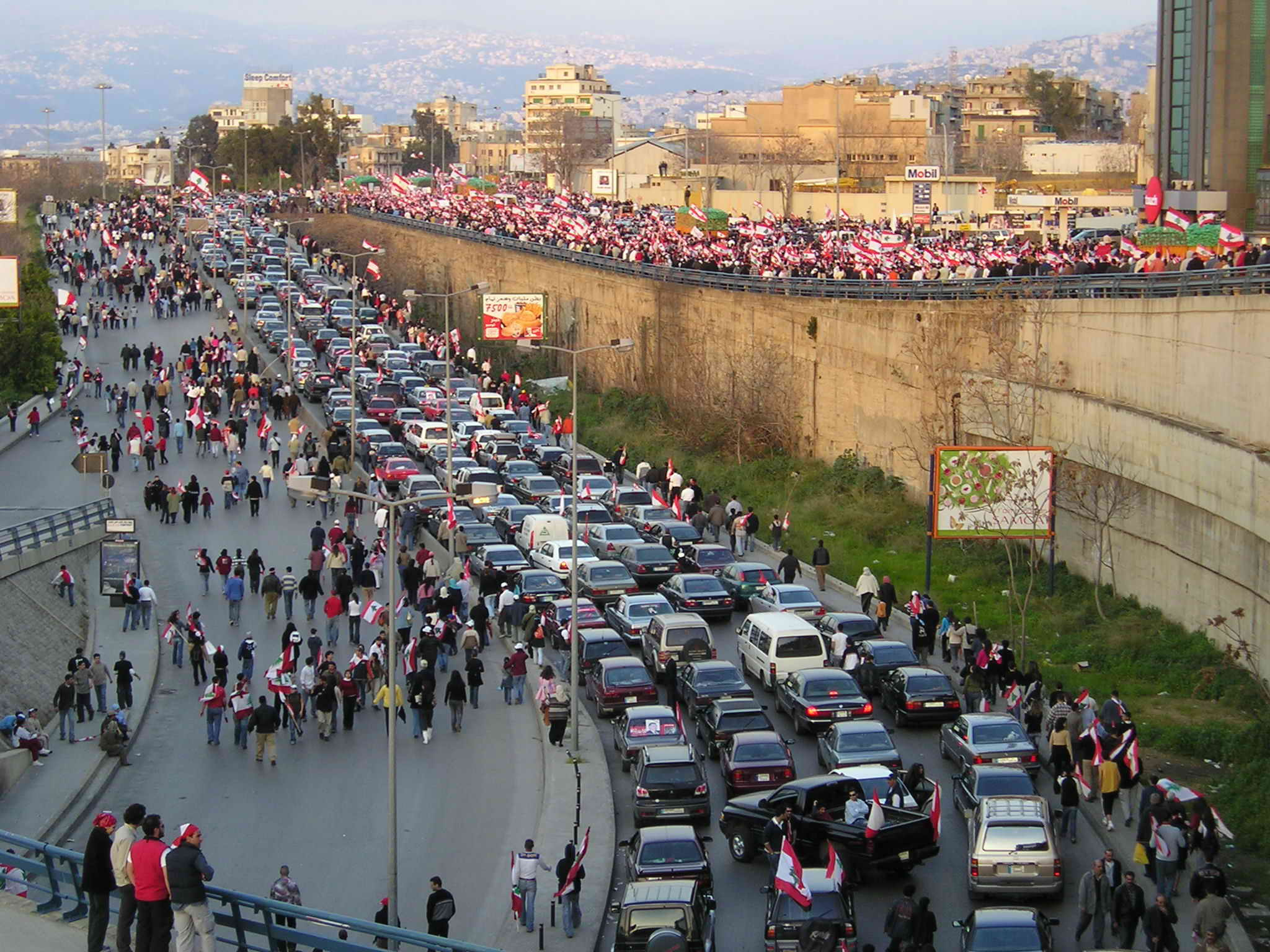
Антисирийские демонстранты в Бейруте, 13 марта 2005 года

Последние сирийские войска покинули страну 10 апреля 2005 года, после 30 лет своего присутствия.

## Парламентские выборы 2005
Голосование прошло поэтапно в 14 избирательных округах страны, начиная с Бейрута. 5 июня выборы прошли в Южном Ливане, 12 июня — в Горном Ливане и долине Бекаа на границе с Сирией, а 19 июня — в Северном Ливане.
Всего избиралось 128 депутатов. По действующему законодательству, места в парламенте должны быть поровну поделены между мусульманами и христианами. Помимо этого, за каждой религиозно-этнической общиной закреплено определённое число депутатских кресел: 34 — за христианами-маронитами, по 27 — за суннитами и шиитами, остальные места распределяются между всеми прочими конфессиональными общинами.
Убедительную победу на парламентских выборах одержала антисирийская оппозиция во главе с сыном экс-премьера страны Рафика Харири Саадом, возглавляемая им партия «Будущее» получила 72 из 128 мест в парламенте.
- Большинство в парламенте — 72 места — получил блок, возглавляемый Саадом Харири,
- Шиитские движения «Хезболла» и «Амаль» получили в совокупности 35 мест,
- Альянс генерала Ауна (марониты) — 21 мандат.

Одним из следствий революционных событий стал новый закон об амнистии, принятый 18 июля 2005 года. 26 июля вышел на свободу лидер правохристианских сил Самир Джааджаа, находившийся в заключении с 1994. Джааджаа стал во главе воссозданой правохристианской организации Ливанские силы, составившей авангард антисирийского блока.
Эмиль Лахуд удержался у власти, хотя Сирия начала вывод войск с территории Ливана.